# میشائلا پخاچکووا
میشائلا پخاچکووا (چکی: Michaela Pecháčková؛ ‏ ۱۳ ژانویه ۲۰۰۴) بازیگر اهل جمهوری چک است. وی دانش‌آموختهٔ هنرستان موسیقی پراگ است.
از فیلم‌ها یا مجموعه‌های تلویزیونی که وی در آن‌ها نقش داشته‌است، می‌توان به بندر، سه برادر و ساختمان پزشکان در باغ رز اشاره نمود.